# Fernand Bossier
Fernand Bossier (* 4. Oktober 1933 in Brügge; † 13. Januar 2006 in Löwen, Belgien) war ein belgischer Altphilologe und Philosophiehistoriker, Professor für griechische Sprache und Literatur an der Universität Antwerpen und Herausgeber der Series Latina der Editionsreihe Corpus Christianorum.

## Leben
In Brügge aufgewachsen, studierte er von 1952 bis 1962 Klassische Philologie und Philosophie, zunächst als Teil seines Noviziats in der Societas Jesu in Drongen bei Gent, dann ab 1957 an der Katholieke Universiteit Leuven. In Drongen war Émile de Strycker sein Lehrer. In Löwen verfasste Bossier im Rahmen der Licence, die er im Jahr 1962 erwarb, eine Dissertation über Platons Begriff der Seele bei dem Philosophen Gerard Verbeke, der ihm den Weg zur Überlieferungsgeschichte und Edition antiker Texte eröffnete. Für diese Dissertation hatte er die gesamten Werke Platons gelesen.
Nach seiner Entscheidung, seine theologischen Studien im Rahmen der Societas Jesu nicht fortzusetzen, wurde er 1966 wissenschaftlicher Mitarbeiter am Centre De Wulf-Mansion des Institut Supérieur de Philosophie im Institut für Philosophie der Katholischen Universität Löwen, eine Stellung, die er bis 1978 innehatte. Sein Forschungsgegenstand war nunmehr Aristoteles und die Überlieferungsgeschichte griechischer Texte im Bereich der antiken Philosophie und Naturwissenschaften. 1975 schloss er seine Dissertation zum Zweck der Promotion ab, eine grundlegende Untersuchung zu den lateinischen Übersetzungen der Werke des Simplikios, mit besonderer Berücksichtigung seiner Schrift De Caelo.
Unterdessen war Bossier 1973 wissenschaftlicher Mitarbeiter des Aristoteles Latinus geworden, eines Projekts der Union Académique Internationale. 1973 zog das Unternehmen von Oxford nach Löwen um, Gerard Verbeke wurde sein Leiter und Bossier von 1973 bis 1978 sein leitender Herausgeber.
Seine eigenen Forschungen konzentrierten sich auf die Übersetzungen von Aristoteles’ Werken. Er hat die älteste griechisch-lateinische Übersetzung der Physik herausgegeben. Zusammen mit Jozef Brams hat er die reiche handschriftliche Überlieferung analysiert und die Beziehungen der verschiedenen Rezensionen aufgedeckt. Es folgte der erste Teil von Wilhelm von Moerbekes Übersetzung der Historia animalium. Schließlich veröffentlichte er das erste Buch von Wilhelm von Moerbekes Übersetzung von Simplikios’ Kommentar zu Aristoteles’ De caelo („Über den Himmel“).
1978 wurde Bossier Nachfolger von Émile de Stryker als Professor für griechische Sprache und Literatur an der Universität Antwerpen, eine Stellung, die er bis zu seiner Emeritierung 1999 innehatte. Parallel zu dieser Professur lehrte Bossier lateinische Paläografie an der Katholischen Universität Löwen. In Antwerpen lehrte er auch die aktive Beherrschung der altgriechischen Prosa.
1995 fragten der Brepols Verlag und Dom Eligius Dekkers Bossier an, ob er als leitender Herausgeber eines wissenschaftlichen Gremiums die Fortsetzung der Series Latina des Corpus Christianorum übernehmen würde. Daraus resultierend wurde Bossier 1997 Nachfolger von Dom Eligius Dekkers (1915–1980), der das Corpus Christianorum 1949 begründet hatte und fast ein halbes Jahrhundert sein Herausgeber war. Bossier wurde Vorsitzender des Leitungsgremiums der Series Latina und der Continuatio Mediaeualis. 1997 begann seine erste fünfjährige Periode in dieser Funktion, 2002 die zweite, die er nicht mehr vollenden konnte.

## Schriften (Auswahl)
- Bibliographie de Fernand Bossier. In: Sacris erudiri. Band 45, 2006, S. 12–14.
- Filologisch-historische navorsingen over de middeleeuwse en humanistische Latijnse vertalingen van de commentaren van Simplicius. 3 Bände, Löwen 1975.
- als Hrsg. mit Jozef Brams: Physica – Translatio Vetus (= Aristoteles Latinus. Band VII). Brill, Leiden 1990.
- als Hrsg. mit Pieter Beullens: Translatio Guillelmi de Moerbeke (= Aristoteles Latinus. Band XVII). Brill, Leiden 2000.
- als Hrsg. mit Christine Vande Veire und Guy Guldentops: Simplicius, Commentaire sur le Traité du Ciel d’Aristote, traduction de Guillaume de Moerbeke. Édition critique (= Corpus Latinum Commentariorum in Aristotelem Graecorum. Band 8,1). Löwen 2004.